# فرودگاه تیلیک ریووت
فرودگاه تیلیک ریووت  (به انگلیسی: Tjilik Riwut Airport) (به زبان بومی: Bandar Udara Tjilik Riwut) یک فرودگاه با کد یاتا PKY است که یک باند فرود آسفالت دارد و طول باند آن ۲۱۰۰ متر است. این فرودگاه در شهر پالانگ‌کارایا کشور اندونزی قرار دارد و در ارتفاع ۲۵ متری از سطح دریا واقع شده‌است.

## شرکت‌های هواپیمایی و مقصدهای پروازی
| شرکت‌های هواپیمایی | مقصدهای پروازی                                                                               |
| ----------------- | -------------------------------------------------------------------------------------------- |
| اویاستار          | Buntok, Muara Teweh, Puruk Cahu, Kuala Kurun, Tumbang Samba, Pangkalan Bun, Kuala Pembuang   |
| سیتیلینک          | جواندا                                                                                       |
| گارودا ایندونزیا  | سلطان آجی محمد سلیمان، سوئکارنو-هتا، سوپادیو                                                 |
| لاین ایر          | سوئکارنو-هتا، ادیسومارمو، جواندا                                                             |
| Kal Star Aviation | Pangkalan Bun, Muara Teweh                                                                   |
| سوسی ایر          | برینگین                                                                                      |
| وینگز ایر         | سلطان آجی محمد سلیمان، سیامسودین نور، سلطان حسن‌الدین (آغاز از ۳۰ اوت ۲۰۱۷), ایسکاندار، سمپیت |